# Киров, Нино
Нино Киров Иванов (болг. Нино Киров Иванов; 11 сентября 1945, Горна-Джумая — 25 сентября 2008, София) — болгарский шахматист, гроссмейстер (1975). Чемпион Болгарии среди юношей (1962). Участник 14 чемпионатов Болгарии (1971—1985), в том числе в 1973 и 1978 — 1-е место. В составе команды Болгарии участник многих международных соревнований; на Олимпиаде 1974 (4-я доска) — 8½ очков из 11. 
Лучшие результаты в международных турнирах: Кикинда (1973 и 1978) — 3-5-е; Поляница-Здруй (1974) — 2-е; Вршац и Перник (1975) — 1-2-е; Марибор (1977) — 4-е; Белосток и Салоники (1979) — 1-е; Албена и Варшава (1979) — 3-е; Варшава (1980) — 1-е; Пампорово (1982) — 2-5-е; Градец-Кралове (1982/1983) — 1-е; Варна (1983) — 2-3-е; Шумен (1983 и 1984) — 2-5-е и 2-3-е; Солнечный Берег (1984) — 1-3-е; Бор (1984) — 2-4-е; Будапешт (1985) — 2-6-е (214 участников); Албена (1985) — 2-5-е; Потсдам и Ниш (1985) — 2-4-е; Пловдив (1986) — 5-6-е; Плевен (1986 и 1987) — 1-5-е и 3-4-е; Асеновград (1987) — 2-4-е; Скопье (1987) — 1-е (130 участников).

## Изменения рейтинга
| Графики недоступны из-за технических проблем. См. информацию на Фабрикаторе и на mediawiki.org. |